# Notdebatte
Als Notdebatte oder Notfalldebatte (engl. emergency debate) bezeichnet man in den Satzungen des britischen Parlaments eine außerplanmäßige Sitzung während der Sitzungszeit des Parlamentes von Montag bis Donnerstag. Grundlage hierfür ist Standing Order No. 24. Die Entscheidung über die Zulässigkeit des Antrags liegt im Ermessen des speakers nach einer dreiminütigen Redezeit zur Begründung eines Antrag durch Abgeordnete. Stimmen die Abgeordneten dafür, eine Notdebatte abzuhalten, findet diese regelmäßig an einem anderen Tag, meist dem darauffolgenden, statt.